# ICE Hockey League 2022-2023
La stagione 2022-2023 della Österreichische Eishockey-Liga, ufficialmente ICE Hockey League 2022-2023, ha avuto inizio il 16 settembre 2022 ed è terminata il 21 aprile 2023 con la finale arrivata a gara-7. Il torneo verrà denominato win2day ICE Hockey League per motivi di sponsorizzazione.
Prima dell'inizio della stagione venne annunciato che il club ceco dell'Orli Znojmo si sarebbe nuovamente ritirato dal campionato oltre al club austriaco del Dornbirner Eishockey Club. In sostituzione delle due società furono ammesse al campionato l'Asiago Hockey (alla sua prima partecipazione) ed i Pioneers Vorarlberg, diretti eredi del Verein Eishockey Union Feldkirch. Venne poi annunciato a sorpresa che anche i Bratislava Capitals si sarebbero ritirati e addirittura sciolti, dopo la loro uscita durante la stagione precedente, portando così la Lega ad avere un numero di partecipanti dispari, 13.

## Regolamento
Come nella stagione precedente, la stagione inizia con la regular season in cui tutte le squadre si affrontano quattro volte. Le prime sei squadre si qualificano poi per i quarti di finale ai playoff. Le squadre dal 7º al 10º posto giocano gli ultimi 2 posti dei playoff mediante i pre-playoff, in una serie al meglio delle 3 gare. I playoff si giocheranno invece con la serie best-of-seven.

## Squadre partecipanti
| Naz.     | Club                 | Città                    | Stadio                         | Capacità | Piazzamento 2021/22                             |
| -------- | -------------------- | ------------------------ | ------------------------------ | -------- | ----------------------------------------------- |
| Austria  | Pioneers Vorarlberg  | Feldkirch                | Vorarlberghalle                | 5.200    | non partecipante                                |
| Austria  | EC VSV               | Villaco                  | Stadthalle Villach             | 4.500    | semifinale                                      |
| Austria  | EC KAC               | Klagenfurt am Wörthersee | Stadthalle Klagenfurt          | 4.945    | quarti di finale                                |
| Austria  | EC Red Bull Salzburg | Salisburgo               | Eisarena Salzburg              | 3.400    | Campione                                        |
| Italia   | HC Pustertal         | Brunico                  | Arena Brunico                  | 3.100    | quarti di finale                                |
| Austria  | HC Innsbruck         | Innsbruck                | Tiroler Wasserkraft Arena      | 3.000    | 11°                                             |
| Italia   | HC Bolzano           | Bolzano                  | Sparkasse Arena                | 7.000    | pre-playoff                                     |
| Slovenia | HK Olimpija          | Lubiana                  | Hala Tivoli                    | 4.200    | quarti di finale                                |
| Ungheria | Fehérvár AV19        | Székesfehérvár           | Ifjabb Ocskay Gábor Jégcsarnok | 3.500    | finalista                                       |
| Italia   | Asiago Hockey        | Asiago                   | Hodegart                       | 3.500    | non partecipante - vincitore Alps Hockey League |
| Austria  | Graz 99ers           | Graz                     | Merkur Eisstadion              | 4.126    | pre-playoff                                     |
| Austria  | Vienna Capitals      | Vienna                   | Steffl Arena                   | 7.022    | semifinale                                      |
| Austria  | Black Wings Linz     | Linz                     | Linz AG Eisarena               | 4.865    | 13°                                             |

### Allenatori
|                     | Squadra              | Head Coach                                            |
| ------------------- | -------------------- | ----------------------------------------------------- |
| Austria (bandiera)  | Pioneers Vorarlberg  | Marc Habscheid                                        |
| Austria (bandiera)  | EC VSV               | Rob Daum                                              |
| Austria (bandiera)  | EC KAC               | Petri Matikainen                                      |
| Austria (bandiera)  | EC Red Bull Salzburg | Matt McIlvane                                         |
| Italia (bandiera)   | HC Pustertal         | Stefan Mair (fino a ottobre 2022) poi Philippe Horsky |
| Austria (bandiera)  | HC Innsbruck         | Mitch O’Keefe                                         |
| Italia (bandiera)   | HC Bolzano           | Glen Hanlon                                           |
| Slovenia (bandiera) | HK Olimpija          | Mitja Šivic                                           |
| Ungheria (bandiera) | Fehérvár AV19        | Kevin Constantine                                     |
| Italia (bandiera)   | Asiago Hockey        | Tom Barrasso                                          |
| Austria (bandiera)  | Graz 99ers           | Johan Pennerborn                                      |
| Austria (bandiera)  | Vienna Capitals      | Dave Barr                                             |
| Austria (bandiera)  | Black Wings Linz     | Philipp Lukas                                         |

## Risultati

### Partite
| Casa                                                                 | Trasferta             | Trasferta      | Trasferta             | Trasferta      | Trasferta      | Trasferta             | Trasferta      | Trasferta      | Trasferta      | Trasferta      | Trasferta      | Trasferta             | Trasferta |
| -------------------------------------------------------------------- | --------------------- | -------------- | --------------------- | -------------- | -------------- | --------------------- | -------------- | -------------- | -------------- | -------------- | -------------- | --------------------- | --------- |
| Casa                                                                 | RBS                   | AVS            | VIC                   | VSV            | PUS            | KAC                   | HKO            | HCB            | G99            | HCI            | BWL            | ASH                   | PIO       |
| RBS                                                                  | –                     | 4:1            | 2:1 3:2 d.t.s.        | 4:2 3:1        | 3:0 4:1        | 4:6 4:3 d.t.s.        | 7:0 3:2        | 2:5 3:1        | 3:0 1:3        | 5:1 3:2        | 2:6 4:0        | 3:1 2:1               | 6:1 5:1   |
| AVS                                                                  | 4:6 1:3               | –              | 2:1 d.t.r. 1:4        | 5:6 2:3        | 2:0 3:4 d.t.r. | 3:1 3:4               | 2:3 5:2        | 0:1 3:2        | 1:2 d.t.s. 3:0 | 4:5 4:5 d.t.s. | 2:1 3:2 d.t.s. | 5:2 3:0               | 5:2 3:0   |
| VIC                                                                  | 3:0 1:3               | 1:2 3:4 d.t.s. | –                     | 3:2 6:4        | 5:2 2:3        | 0:4 4:1               | 2:3 1:3        | 3:4 3:5        | 3:2 d.t.s. 5:2 | 3:4 5:3        | 2:1 d.t.s. 4:1 | 4:3 5:6 d.t.s.        | 2:1 5:1   |
| VSV                                                                  | 1:3 5:2               | 3:4 4:1        | 4:3 5:2               | –              | 1:0 5:3        | 5:4 d.t.r. 3:4        | 6:2 5:3        | 6:3 2:5        | 1:2 3:2        | 4:3 1:5        | 3:2 5:4 d.t.s. | 6:4 6:3               | 8:5 5:1   |
| PUS                                                                  | 1:2 d.t.s. 1:2        | 1:4 0:1 d.t.r. | 1:9 2:4               | 4:2 3:4        | –              | 3:2 d.t.s. 2:3 d.t.s. | 4:2 7:2        | 3:5 0:3        | 3:0            | 8:3 3:5        | 2:5 4:2        | 2:3 d.t.s. 2:1 d.t.s. | 3:1 9:0   |
| KAC                                                                  | 3:4 d.t.r. 3:2 d.t.s. | 3:2 d.t.s. 1:3 | 5:2 5:3               | 3:2 d.t.r. 2:3 | 5:2 4:3 d.t.r. | –                     | 3:1 4:3 d.t.s. | 0:1 2:3 d.t.r. | 3:1 1:0        | 1:2            | 3:5 0:1        | 3:2 3:1               | 1:3 5:0   |
| HKO                                                                  | 1:5 1:4               | 4:3 d.t.s. 2:8 | 3:4 1:4               | 2:5 4:2        | 0:7 5:2        | 2:4 1:6               | –              | 5:2 1:6        | 5:2 2:3 d.t.s. | 2:4 2:5        | 4:5 2:5        | 1:2 2:5               | 6:2 0:4   |
| HCB                                                                  | 1:0 4:3               | 7:4 3:1        | 3:5 6:2               | 1:3 2:5        | 6:2 4:1        | 4:3 2:1 d.t.s.        | 4:1 5:1        | –              | 3:1 3:0        | 5:1            | 2:1 3:1        | 6:3 4:3 d.t.s.        | 3:0 4:2   |
| G99                                                                  | 1:0 6:2               | 1:0 d.t.r. 3:1 | 4:3 d.t.s. 3:2 d.t.s. | 4:2 1:8        | 1:3 2:4        | 2:3 d.t.r. 2:4        | 2:3 d.t.r. 4:1 | 1:4 1:2 d.t.r. | –              | 1:6 4:5        | 2:4 5:3        | 2:3                   | 2:4 4:0   |
| HCI                                                                  | 2:5 3:1               | 5:2 4:2        | 9:3 5:6               | 5:6 d.t.s. 5:2 | 5:3 4:1        | 5:2 2:3               | 5:2 4:3        | 5:6 d.t.s. 3:6 | 5:2 2:4        | –              | 2:5 3:1        | 5:1 5:2               | 5:2 5:1   |
| BWL                                                                  | 2:5 2:1 d.t.r.        | 0:1 4:2        | 2:5 5:2               | 2:1 3:4 d.t.r. | 2:1 1:4        | 5:3 2:4               | 3:2 d.t.r. 5:1 | 2:1 1:4        | 0:4 2:5        | 4:1 1:3        | –              | 6:3 5:3               | 2:3 5:0   |
| ASH                                                                  | 3:5 4:2               | 2:1 d.t.s. 4:0 | 3:2 d.t.r. 1:4        | 3:5 6:1        | 3:2 2:1        | 1:4 5:1               | 5:3 4:5        | 4:3 1:6        | 2:3 5:2        | 5:6 3:1        | 2:4 4:1        | –                     | 6:4 5:3   |
| PIO                                                                  | 2:1 d.t.r. 0:2        | 0:4 3:2 d.t.s. | 2:4 1:4               | 2:5 2:3        | 0:4 2:1        | 2:1 3:4 d.t.r.        | 1:4 2:3        | 4:3 5:4        | 1:2 5:4 d.t.r. | 2:3 3:7        | 2:3 d.t.r. 3:4 | 3:4 d.t.s. 1:4        | –         |
| d.t.s. – Vittorie al supplementare; d.t.r. – Vittorie tiri di rigore |                       |                |                       |                |                |                       |                |                |                |                |                |                       |           |

#### Classifica
1º - 6º posto: qualificate ai playoff

7º - 10º posto: qualificate ai pre-playoff
| Piazzamento | Team                 | PG | V  | S  | VOT | SOT | GF  | GS  | DF  | PT  |
| ----------- | -------------------- | -- | -- | -- | --- | --- | --- | --- | --- | --- |
| 1           | HC Bolzano           | 48 | 32 | 11 | 5   | 0   | 175 | 105 | +70 | 106 |
| 2           | EC Red Bull Salzburg | 48 | 29 | 12 | 4   | 3   | 147 | 97  | +50 | 98  |
| 3           | HC Innsbruck         | 48 | 30 | 15 | 1   | 2   | 186 | 150 | +36 | 94  |
| 4           | EC VSV               | 48 | 27 | 16 | 4   | 1   | 178 | 147 | +31 | 90  |
| 5           | EC KAC               | 48 | 19 | 15 | 8   | 6   | 139 | 120 | +19 | 79  |
| 6           | Vienna Capitals      | 48 | 22 | 17 | 2   | 7   | 156 | 142 | +14 | 77  |
| 7           | Black Wings Linz     | 48 | 21 | 20 | 3   | 4   | 133 | 131 | +2  | 73  |
| 8           | Fehérvár AV19        | 48 | 17 | 19 | 4   | 8   | 123 | 125 | −2  | 67  |
| 9           | Asiago Hockey        | 48 | 18 | 23 | 5   | 2   | 146 | 155 | −9  | 66  |
| 10          | Graz 99ers           | 48 | 14 | 24 | 5   | 5   | 106 | 135 | −29 | 57  |
| 11          | HC Val Pusteria      | 48 | 15 | 25 | 3   | 5   | 125 | 136 | −11 | 56  |
| 12          | HK Olimpija          | 48 | 11 | 32 | 2   | 3   | 113 | 192 | −79 | 40  |
| 13          | Pioneers Vorarlberg  | 48 | 8  | 34 | 3   | 3   | 92  | 184 | −92 | 33  |

Legenda: PG = partite giocate, V = vittorie, S = sconfitte, VOT = vittorie overtime, SOT = sconfitte overtime, GF = gol fatti, GS = gol subiti, DF = differenza reti, PT = punti;

### Topscorer
| Giocatore       | Squadra         | PG | G  | A  | P  |     | +/− |
| --------------- | --------------- | -- | -- | -- | -- | --- | --- |
| Brady Shaw      | HC Innsbruck    | 48 | 26 | 43 | 69 | 30  | +26 |
| Adam Helewka    | HC Innsbruck    | 43 | 28 | 39 | 67 | 45  | +16 |
| Allan McShane   | Asiago Hockey   | 48 | 25 | 34 | 59 | 2   | +13 |
| Matt Bradley    | Vienna Capitals | 47 | 24 | 35 | 59 | 108 | +18 |
| Daniel Leavens  | HC Innsbruck    | 42 | 22 | 34 | 56 | 16  | +13 |
| Giordano Finoro | Asiago Hockey   | 48 | 28 | 26 | 54 | 27  | +12 |
| Mitchell Hults  | HC Bolzano      | 48 | 20 | 34 | 54 | 24  | +22 |
| Max Zimmer      | Vienna Capitals | 48 | 28 | 25 | 53 | 34  | +16 |
| Robert Sabolič  | EC VSV          | 48 | 18 | 33 | 51 | 18  | +13 |
| Dustin Gazley   | HC Bolzano      | 47 | 17 | 31 | 48 | 14  | +19 |

### Portieri
| Portiere       | Squadra              | Partite giocate | GAA  | % salv. |
| -------------- | -------------------- | --------------- | ---- | ------- |
| Tomas Sholl    | HC Val Pusteria      | 37              | 2,54 | 92,3 %  |
| Sam Harvey     | HC Bolzano           | 34              | 2,06 | 92,2 %  |
| Atte Tolvanen  | EC Red Bull Salzburg | 28              | 1,90 | 92,0 %  |
| Thomas Höneckl | Black Wings Linz     | 20              | 2,25 | 92,0 %  |
| Sebastian Dahm | EC KAC               | 45              | 2,23 | 91,8 %  |

## Play-off

### Pre-playoff
Il pick per le abbinate dei pre-playoff ha visto il Linz poter scegliere l'avversaria tra Asiago e Graz, optando per la formazione austriaca. L'Asiago dovette sfidare quindi il Fehérvár per accedere ai quarti di finale.
|                               | Serie | 1                   | 2                   | 3                   |  |
| ----------------------------- | ----- | ------------------- | ------------------- | ------------------- |  |
| Black Wings Linz – Graz 99ers | 2:1   | 2:4 (2:0, 0:3, 0:1) | 6:2 (2:0, 2:1, 2:1) | 3:0 (0:0, 2:0, 1:0) |  |
| Fehérvár AV19 – Asiago Hockey | 2:0   | 4:0 (1:0, 2:0, 1:0) | 5:4 (3:2, 2:2, 0:0) | –                   |  |

### Tabellone playoff
Le squadre meglio classificate scelgono la sfidante del turno successivo.
|  | Quarti di finale | Quarti di finale    | Quarti di finale | Quarti di finale    | Quarti di finale | Quarti di finale | Quarti di finale | Quarti di finale    | Quarti di finale |   |         | Semifinali | Semifinali | Semifinali | Semifinali | Semifinali | Semifinali | Semifinali | Semifinali | Semifinali |  |  | Finali  | Finali | Finali | Finali | Finali | Finali | Finali | Finali | Finali |  |  |
|  |                  |                     |                  |                     |                  |                  |                  |                     |                  |   |         |            |            |            |            |            |            |            |            |            |  |  |         |        |        |        |        |        |        |        |        |  |  |
|  |                  | Bolzano             | 2                | 1                   | 1                | 5                | 7                | 1                   | 3OT              |   |         |            |            |            |            |            |            |            |            |            |  |  |         |        |        |        |        |        |        |        |        |  |  |
|  |                  | Black Wings Linz    | 1                | 2                   | 2                | 1                | 1                | 2OT                 | 2                |   |         |            |            |            |            |            |            |            |            |            |  |  |         |        |        |        |        |        |        |        |        |  |  |
|  |                  | Black Wings Linz    | 1                | 2                   | 2                | 1                | 1                | 2OT                 | 2                |   | Bolzano | 2OT        | 3          | 1          | 5          | 3          |            |            |            |            |  |  |         |        |        |        |        |        |        |        |        |  |  |
|  |                  |                     |                  |                     |                  |                  |                  |                     |                  |   | Bolzano | 2OT        | 3          | 1          | 5          | 3          |            |            |            |            |  |  |         |        |        |        |        |        |        |        |        |  |  |
|  |                  |                     | Vienna Capitals  | 1                   | 2                | 2                | 2                | 2                   |                  |   |         |            |            |            |            |            |            |            |            |            |  |  |         |        |        |        |        |        |        |        |        |  |  |
|  |                  | HC Innsbrusck       | Vienna Capitals  | 1                   | 2                | 2                | 2                | 2                   | 4                | 4 | 2       | 2OT        | 1          | 1          |            |            |            |            |            |            |  |  |         |        |        |        |        |        |        |        |        |  |  |
|  |                  | HC Innsbrusck       |                  |                     |                  |                  |                  |                     | 4                | 4 | 2       | 2OT        | 1          | 1          |            |            |            |            |            |            |  |  |         |        |        |        |        |        |        |        |        |  |  |
|  |                  | Vienna Capitals     | 6                | 0                   | 5                | 1                | 4                | 5                   |                  |   |         |            |            |            |            |            |            |            |            |            |  |  |         |        |        |        |        |        |        |        |        |  |  |
|  |                  |                     |                  |                     |                  |                  |                  |                     |                  |   |         |            |            |            |            |            |            |            |            |            |  |  | Bolzano | 1      | 0      | 1      | 0      | 4OT    | 4      | 1      |        |  |  |
|  |                  |                     |                  | Red Bull Salisburgo | 0                | 1                | 4                | 3                   | 3                | 3 | 2       |            |            |            |            |            |            |            |            |            |  |  |         |        |        |        |        |        |        |        |        |  |  |
|  |                  | Red Bull Salisburgo | 3                | 2                   | 2OT              | 6                |                  |                     |                  |   |         |            |            |            |            |            |            |            |            |            |  |  |         |        |        |        |        |        |        |        |        |  |  |
|  |                  | Fehérvár AV19       | 2                | 1                   | 1                | 1                |                  |                     |                  |   |         |            |            |            |            |            |            |            |            |            |  |  |         |        |        |        |        |        |        |        |        |  |  |
|  |                  | Fehérvár AV19       | 2                | 1                   | 1                | 1                |                  | Red Bull Salisburgo | 5                | 2 | 5       | 3          | 4          |            |            |            |            |            |            |            |  |  |         |        |        |        |        |        |        |        |        |  |  |
|  |                  |                     |                  |                     |                  |                  |                  |                     |                  | 2 | 5       | 3          | 4          |            |            |            |            |            |            |            |  |  |         |        |        |        |        |        |        |        |        |  |  |
|  |                  |                     | EC KAC           | 1                   | 6                | 1                | 1                | 0                   |                  |   |         |            |            |            |            |            |            |            |            |            |  |  |         |        |        |        |        |        |        |        |        |  |  |
|  |                  | EC VSV              | EC KAC           | 1                   | 6                | 1                | 1                | 0                   | 0                | 4 | 3       | 1          | 2          |            |            |            |            |            |            |            |  |  |         |        |        |        |        |        |        |        |        |  |  |
|  |                  | EC VSV              |                  |                     |                  |                  |                  |                     | 0                | 4 | 3       | 1          | 2          |            |            |            |            |            |            |            |  |  |         |        |        |        |        |        |        |        |        |  |  |
|  |                  | EC KAC              | 4                | 0                   | 4                | 3                | 3OT              |                     |                  |   |         |            |            |            |            |            |            |            |            |            |  |  |         |        |        |        |        |        |        |        |        |  |  |

Legenda: OT - Partita terminata ai tempi supplementari

#### Incontri

##### Quarti di finale
|                                      | Serie | 1                   | 2                   | 3                           | 4                           | 5                           | 6                           | 7                           |
| ------------------------------------ | ----- | ------------------- | ------------------- | --------------------------- | --------------------------- | --------------------------- | --------------------------- | --------------------------- |
| HC Bolzano – Black Wings Linz        | 4:3   | 2:1 (1:0, 1:0, 0:0) | 1:2 (0:1, 0:0, 1:1) | 1:2 (0:1, 0:0, 1:1)         | 5:1 (1:0, 3:0, 1:1)         | 7:1 (4:0, 2:0, 1:1)         | 1:2 OT (1:1, 0:0, 0:0, 0:1) | 3:2 OT (0:1, 1:1, 1:0, 1:0) |
| EC Red Bull Salzburg – Fehérvár AV19 | 4:0   | 3:2 (1:0, 1:1, 1:1) | 2:1 (1:1, 1:0, 0:0) | 2:1 OT (0:0, 0:0, 1:1, 1:0) | 6:1 (0:1, 2:0, 4:0)         | –                           | –                           | –                           |
| HC Innsbruck – Vienna Capitals       | 2:4   | 4:6 (2:1, 2:1, 0:4) | 4:0 (1:0, 2:0, 1:0) | 2:5 (1:1, 0:3, 1:1)         | 2:1 OT (0:0, 1:0, 0:1, 1:0) | 1:4 (0:1, 1:1, 0:2)         | 1:5 (0:2, 0:1, 1:2)         | –                           |
| EC VSV – EC KAC                      | 1:4   | 0:4 (0:2, 0:0, 0:2) | 4:0 (1:0, 1:0, 2:0) | 3:4 (1:1, 0:0, 2:3)         | 1:3 (1:0, 0:1, 0:2)         | 2:3 OT (1:0, 1:1, 0:1, 0:1) | –                           | –                           |

##### Semifinali
|                               | Serie | 1                           | 2                   | 3                   | 4                   | 5                   | 6 | 7 |
| ----------------------------- | ----- | --------------------------- | ------------------- | ------------------- | ------------------- | ------------------- | - | - |
| HC Bolzano – Vienna Capitals  | 4:1   | 2:1 OT (0:0, 1:1, 0:0, 1:0) | 3:2 (1:0, 2:2, 0:0) | 1:2 (0:0, 1:1, 0:1) | 5:2 (2:0, 1:0, 2:2) | 3:2 (1:1, 1:1, 1:0) | – | – |
| EC Red Bull Salzburg – EC KAC | 4:1   | 5:1 (1:0, 2:0, 2:1)         | 2:6 (0:2, 2:3, 0:1) | 5:1 (2:0, 2:1, 1:0) | 3:1 (0:1, 3:0, 0:0) | 4:0 (2:0, 1:0, 1:0) | – | – |

##### Finale
|                                   | Serie | 1                   | 2                   | 3                   | 4                   | 5                           | 6                   | 7                   |
| --------------------------------- | ----- | ------------------- | ------------------- | ------------------- | ------------------- | --------------------------- | ------------------- | ------------------- |
| HC Bolzano – EC Red Bull Salzburg | 3-4   | 1:0 (1:0, 0:0, 0:0) | 0:1 (0:0, 0:1, 0:0) | 1:4 (0:1, 0:1, 1:2) | 0:3 (0:1, 0:1, 0:1) | 4:3 OT (1:0, 0:1, 2:2, 1:0) | 4:3 (2:0, 2:2, 0:1) | 1:2 (0:0, 1:0, 0:2) |

## Verdetti
- Campione della ICE Hockey League 2022-2023: Red Bull Salisburgo
- Campione d'Austria 2022-2023: Red Bull Salisburgo
- Qualificate alla Champions Hockey League 2023-2024: HC Innsbruck, HC Bolzano e Red Bull Salisburgo